# Janowiec Kościelny (gemeente)
De gemeente Janowiec Kościelny is een landgemeente in het Poolse woiwodschap Ermland-Mazurië, in powiat Nidzicki.
De zetel van de gemeente is in Janowiec Kościelny.
Op 30 juni 2004 telde de gemeente 3490 inwoners.

## Oppervlakte gegevens
In 2002 bedroeg de totale oppervlakte van gemeente Janowiec Kościelny 136,25 km², waarvan:
- agrarisch gebied: 73%
- bossen: 15%

De gemeente beslaat 14,18% van de totale oppervlakte van de powiat.

## Demografie
Stand op 30 juni 2004:
| Omschrijving                   | Totaal | Totaal | Vrouwen | Vrouwen | Mannen | Mannen |
| ------------------------------ | ------ | ------ | ------- | ------- | ------ | ------ |
| eenheid                        | aantal | %      | aantal  | %       | aantal | %      |
| inwoners                       | 3490   | 100    | 1684    | 48,3    | 1806   | 51,7   |
| bevolkingsdichtheid (inw./km²) | 25,6   | 25,6   | 12,4    | 12,4    | 13,3   | 13,3   |

In 2002 bedroeg het gemiddelde inkomen per inwoner 1417,04 zł.

## Administratieve plaatsen (sołectwo)
Bielawy, Bukowiec Wielki, Górowo-Trząski, Janowiec Kościelny, Jabłonowo-Dyby, Janowiec-Leśniki, Jastrząbki, Krusze, Miecznikowo-Cygany, Miecznikowo-Gołębie, Miecznikowo-Kołaki, Młode Połcie, Napierki, Nowa Wieś Dmochy, Nowa Wieś Wielka, Piotrkowo, Pokrzywnica Wielka, Powierz, Safronka, Smolany-Żardawy, Stare Połcie, Szczepkowo-Borowe, Szczepkowo-Iwany, Szczepkowo-Pawełki, Szczepkowo-Zalesie, Waśniewo-Grabowo, Waśniewo-Gwoździe, Zabłocie Kanigowskie, Zaborowo.

## Overige plaatsen
Gniadki, Grabowo Leśne, Jabłonowo-Adamy, Jabłonowo-Maćkowięta, Janowiec Szlachecki, Janowiec-Zdzięty, Kownatki-Falęcino, Krajewo Małe, Krajewo-Kawęczyno, Krajewo Wielkie, Kuce, Leśniewo Wielkie, Miecznikowo-Miąchy, Miecznikowo-Siwe, Miecznikowo-Sowy, Skrody, Sołdany Wielkie, Sowy, Szczepkowo-Kukiełki, Szczepkowo-Sołdany, Szypułki-Zaskórki, Wiłunie, Zbyluty, Żabino-Arguły, Żabino-Gąsiory.

## Aangrenzende gemeenten
Dzierzgowo, Iłowo-Osada, Janowo, Kozłowo, Nidzica, Wieczfnia Kościelna